# Dyschirus exochus
Dyschirus exochus är en skalbaggsart som beskrevs av John Whitehead. Dyschirus exochus ingår i släktet Dyschirus och familjen jordlöpare. Inga underarter finns listade i Catalogue of Life.